# Hydraecia cervago
Hydraecia cervago är en fjärilsart som beskrevs av Eduard Friedrich Eversmann 1844. Hydraecia cervago ingår i släktet Hydraecia och familjen nattflyn. Inga underarter finns listade i Catalogue of Life.